# Castel di Sangro
Castel di Sangro – miejscowość i gmina we Włoszech, w regionie Abruzja, w prowincji L’Aquila.
Według danych na rok 2004 gminę zamieszkiwały 5652 osoby, 68,1 os./km².